# Comuna de Gromadka
Gromadka (polaco: Gmina Gromadka) é uma gminy (comuna) na Polónia, na voivodia de Baixa Silésia e no condado de Bolesławiecki. A sede do condado é a cidade de Gromadka.
De acordo com os censos de 2004, a comuna tem 5613 habitantes, com uma densidade 21 hab/km².

## Área
Estende-se por uma área de 267,29 km², incluindo:
- área agricola: 20%
- área florestal: 68%

## Demografia
Dados de 30 de Junho 2004:
|                      | Total   | Total | Mulheres | Mulheres | Homens  | Homens |
| -------------------- | ------- | ----- | -------- | -------- | ------- | ------ |
|                      | pessoas | %     | pessoas  | %        | pessoas | %      |
| População            | 5613    | 100   | 2799     | 49,9     | 2814    | 50,1   |
| Densidade (pop./km²) | 21      | 100   | 10,5     | 10,5     | 10,5    | 10,5   |

De acordo com dados de 2002, o rendimento médio per capita ascendia a 1357,43 zł.

## Subdivisões
- Borówki, Gromadka, Krzyżowa, Modła, Motyle, Nowa Kuźnia, Osła, Pasternik, Patoka, Różyniec, Wierzbowa.

## Comunas vizinhas
- Bolesławiec, Chocianów, Chojnów, Przemków, Szprotawa, Warta Bolesławiecka